# Mondavezan
Mondavezan é uma comuna francesa na região administrativa de Occitânia, no departamento de Alta Garona. Estende-se por uma área de 21,09 km². Em 2010 a comuna tinha 920 habitantes (densidade: 43,6 hab./km²).